# Allan Gunn
Allan Gunn (Challey/Sussex, 1943. november 23. – 2004) angol nemzetközi labdarúgó-játékvezető. Polgári foglalkozása cégvezető.

## Pályafutása

### Nemzeti játékvezetés
Játékvezetésből Sussexben vizsgázott. Vizsgáját követően a Sussexi Labdarúgó-szövetség által üzemeltetett labdarúgó bajnokságokban kezdte sportszolgálatát[forrás?]. Az Angol labdarúgó-szövetség (FA) Játékvezető Bizottságának (JB) minősítésével 1974-től a Labdarúgó Liga partbírója, közben alsóbb osztályokban bíróként szolgált. 1977-ben lett a Labdarúgó Liga, majd a Premier League játékvezetője. Küldési gyakorlat szerint rendszeres partbírói tevékenységet is végzett. 1991-ben a korhatárt elérve készült visszavonulni, de a FA JB felkérte, hogy túlkorosként folytassa szolgálatát. A nemzeti játékvezetéstől 51 évesen, 1994-ben visszavonult.

#### Nemzeti kupamérkőzések
Vezetett kupadöntők száma: 4.

##### Football League Trophy
| Időpont         | Helyszín                | Mérkőzés típusa | Mérkőzés                          | Eredmény | Nézők száma |
| --------------- | ----------------------- | --------------- | --------------------------------- | -------- | ----------- |
| 1987. május 24. | Wembley Stadion, London | döntő           | Bristol City FC–Mansfield Town FC | 1 – 1    | 58 586      |

##### Angol labdarúgó-szuperkupa
| Időpont             | Helyszín                | Mérkőzés típusa | Mérkőzés                | Eredmény | Nézők száma |
| ------------------- | ----------------------- | --------------- | ----------------------- | -------- | ----------- |
| 1989. augusztus 12. | Wembley Stadion, London | döntő           | Arsenal FC–Liverpool FC | 0 – 1    | 63 149      |

##### FA-kupa
| Időpont         | Helyszín                | Mérkőzés típusa        | Mérkőzés                               | Eredmény | Nézők száma |
| --------------- | ----------------------- | ---------------------- | -------------------------------------- | -------- | ----------- |
| 1990. május 12. | Wembley Stadion, London | döntő első mérkőzés    | Crystal Palace FC–Manchester United FC | 3 – 3    | 80 000      |
| 1990. május 17. | Wembley Stadion, London | döntő második mérkőzés | Crystal Palace FC–Manchester United FC | 0 – 1    | 80 000      |

##### Angol labdarúgó-ligakupa
| Időpont           | Helyszín                | Mérkőzés típusa | Mérkőzés                          | Eredmény | Nézők száma |
| ----------------- | ----------------------- | --------------- | --------------------------------- | -------- | ----------- |
| 1993. április 18. | Wembley Stadion, London | döntő           | Arsenal FC–Sheffield Wednesday FC | 2 – 1    | 74 007      |

### Nemzetközi játékvezetés
Az Angol labdarúgó-szövetség JB terjesztette fel nemzetközi játékvezetőnek, a Nemzetközi Labdarúgó-szövetség (FIFA) 1987-től tartotta nyilván bírói keretében. Alan Robinsont (1986-ban a Robinson által vezetett FA-kupa döntő egyik partbírója) váltotta a FIFA JB listán. A FIFA JB központi nyelvei közül a angolt beszélte. Több nemzetek közötti válogatott, valamint UEFA-kupa és Bajnokcsapatok Európa-kupája klubmérkőzést vezetett. Az angol nemzetközi játékvezetők rangsorában, a világbajnokság-Európa-bajnokság sorrendjében többedmagával a 41. helyet foglalja el 1 találkozó szolgálatával. A nemzetközi játékvezetéstől 1991-ben búcsúzott. Válogatott mérkőzéseinek száma: 3.

#### Labdarúgó-világbajnokság
Az U20-as, az 1987-es ifjúsági labdarúgó-világbajnokságon a FIFA JB bíróként alkalmazta.
| Időpont           | Helyszín                                   | Mérkőzés típusa              | Mérkőzés         | Eredmény | Nézők száma |
| ----------------- | ------------------------------------------ | ---------------------------- | ---------------- | -------- | ----------- |
| 1987. október 11. | Municipal Stadion, Concepción              | csoportmérkőzés (B. csoport) | Brazília–Nigéria | 4 – 0    | 27 000      |
| 1987. október 21  | Elías Figueroa Brander Stadion, Valparaíso | egyik negyeddöntő            | NDK–Bulgária     | 2 – 0    | 3000        |

---
Az 1990-es labdarúgó-világbajnokságon a FIFA JB játékvezetőként alkalmazta. Selejtező mérkőzést az UEFA zónában vezetett.
| Időpont           | Helyszín                  | Mérkőzés típusa           | Mérkőzés         | Eredmény | Nézők száma |
| ----------------- | ------------------------- | ------------------------- | ---------------- | -------- | ----------- |
| 1989. április 26. | Estádio da Luz, Lisszabon | előselejtező (7. csoport) | Portugália–Svájc | 3 – 1    | 18 460      |

#### Nemzetközi kupamérkőzések

##### Bajnokcsapatok Európa-kupája
| Időpont           | Helyszín                  | Mérkőzés típusa                    | Mérkőzés                      | Eredmény |
| ----------------- | ------------------------- | ---------------------------------- | ----------------------------- | -------- |
| 1989. november 1. | Estádio da Luz, Lisszabon | előselejtező (2. kör; 2. mérkőzés) | SL Benfica–Budapest Honvéd FC | 7 – 0    |

## Sportvezetőként
Aktív pályafutását befejezve 2000-től a FA JB ellenőreként tevékenykedett.